# Roca Roja (Conat)
La Roca Roja és una muntanya de 1.482,7 metres d'altitud del terme comunal de Conat, de la comarca del Conflent, a la Catalunya del Nord.
És a la zona sud-oest del terme de Conat, dins de la Reserva Natural de Conat. És al sud-est del Roc Rodon i a l'oest, més lluny, del Roc del Crest, al nord-oest del Crest.
Com altres rocs de la zona, és un aflorament de roca calcària que contrasta amb la resta de l'obaga on està situada.